# Kodeń (plaats)
Kodeń is een dorp in de Poolse woiwodschap Lublin. De plaats maakt deel uit van de gemeente Kodeń en telt 1900 inwoners.